# Comuna Vîneatînți, Zalișciîkî
Vîneatînți (în ucraineană Винятинці) este o comună în raionul Zalișciîkî, regiunea Ternopil, Ucraina, formată din satele Holihradî și Vîneatînți (reședința).

## Demografie
Componența lingvistică a comunei Vîneatînți
     Ucraineană (99,52%)
     Alte limbi (0,48%)
Conform recensământului din 2001, majoritatea populației comunei Vîneatînți era vorbitoare de ucraineană (99,52%), existând în minoritate și vorbitori de alte limbi.